# Robert Salmon
Robert Salmon (* 1775 in Whitehaven; † 1848/51) war ein britischer Maler, der vor allem in Amerika für seine Schiffsporträts bekannt wurde. Er gehörte zu den Haupteinflüssen des bekannten Malers Fitz Hugh Lane aus der Hudson River School.

## Leben und Werk
Robert Salmon wurde 1775 in Whitehaven in der Grafschaft Cumberland (heute Teil von Cumbria) geboren. Er lebte von 1806 bis 1811 in Liverpool, von 1811 bis 1822 in Greenock im westlichen Schottland und von 1822 bis 1825 nochmals in Liverpool. 1828 übersiedelte er in die Vereinigten Staaten und siedelte sich in Boston an, wo er rasch einer der bekanntesten Marinemaler wurde. 1842 kehrte er nach England zurück. Über das Sterbejahr des Künstlers liegen verschiedene Angaben vor; während einige Quellen das Jahr 1845 angeben, starb er nach Matthew Baigell entweder 1848 oder 1851.
Die Malerei von Salmon konzentrierte sich vor allem auf Meeres- und Hafenszenen. Dabei bezog sich sein Stil sehr stark auf die holländische Marinemalerei des 17. Jahrhunderts mit flachem Horizont und Lichteffekten. Auch der Einfluss von Giovanni Antonio Canal (bekannt als Canaletto), der um 1740 in London war, lässt sich vor allem in der detailreichen Darstellung feststellen. Während seiner Zeit in Boston malte Salmon vor allem Panoramen von Hafenszenen, Landestellen und Küstenlinien. Dabei arbeitete er sehr detailreich und nutzte klare Lichteffekte, die später vor allem in der Hudson River School als amerikanischer Luminismus weiterentwickelt wurden.
Während seiner Zeit in Boston arbeitete er gemeinsam mit dem späteren Maler Fitz Hugh Lane bei William S. Pendleton, der das größte Lithographieunternehmen Bostons betrieb. Lane begann 1840 selber damit, Ölbilder nach Salmons Vorbild zu malen, und konnte 1841 sein Werk Scene at the Sea (Verbleib unbekannt) im Bostoner Athenaeum ausstellen.

## Bildauswahl

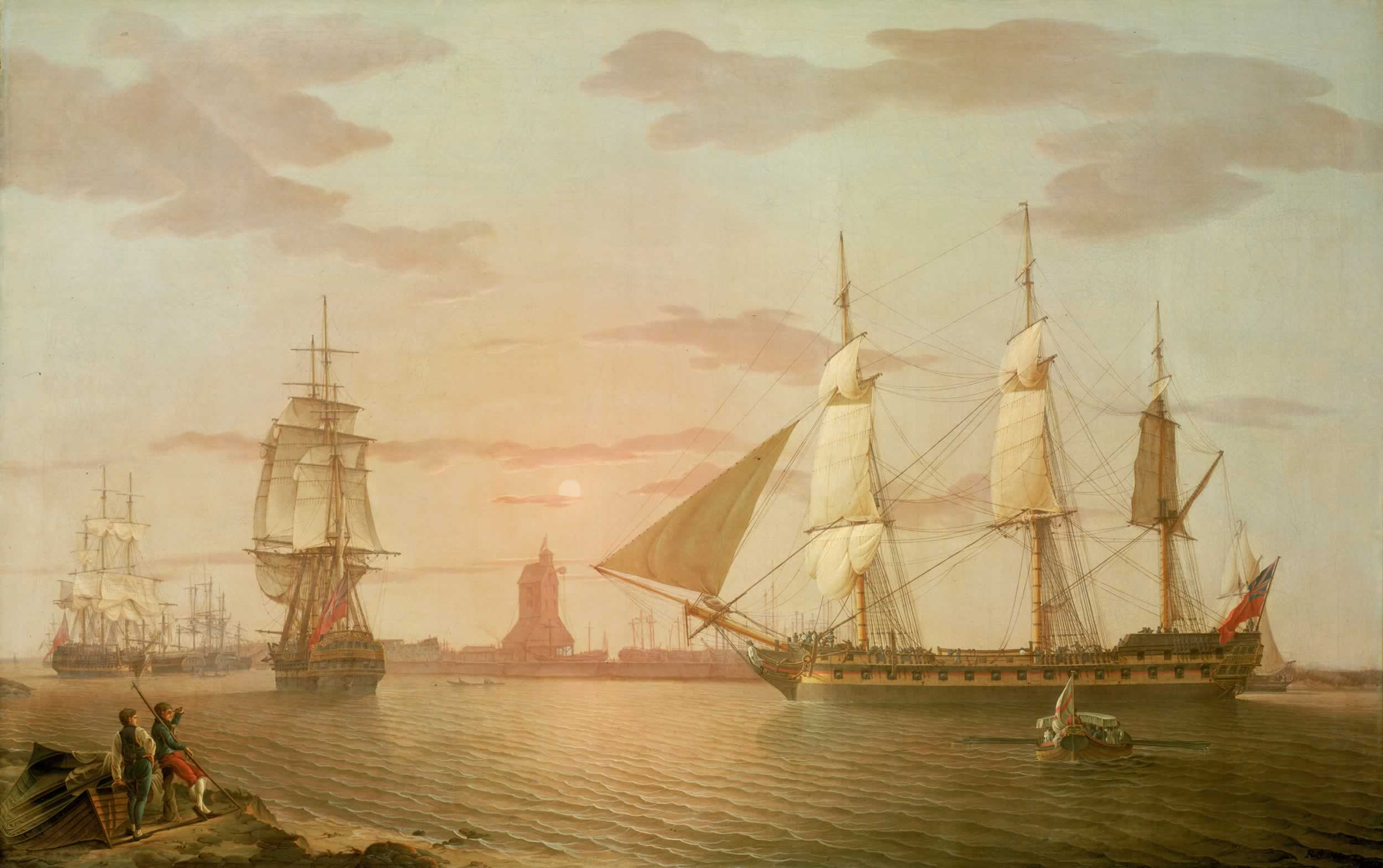
East Indiaman Warley, 1804
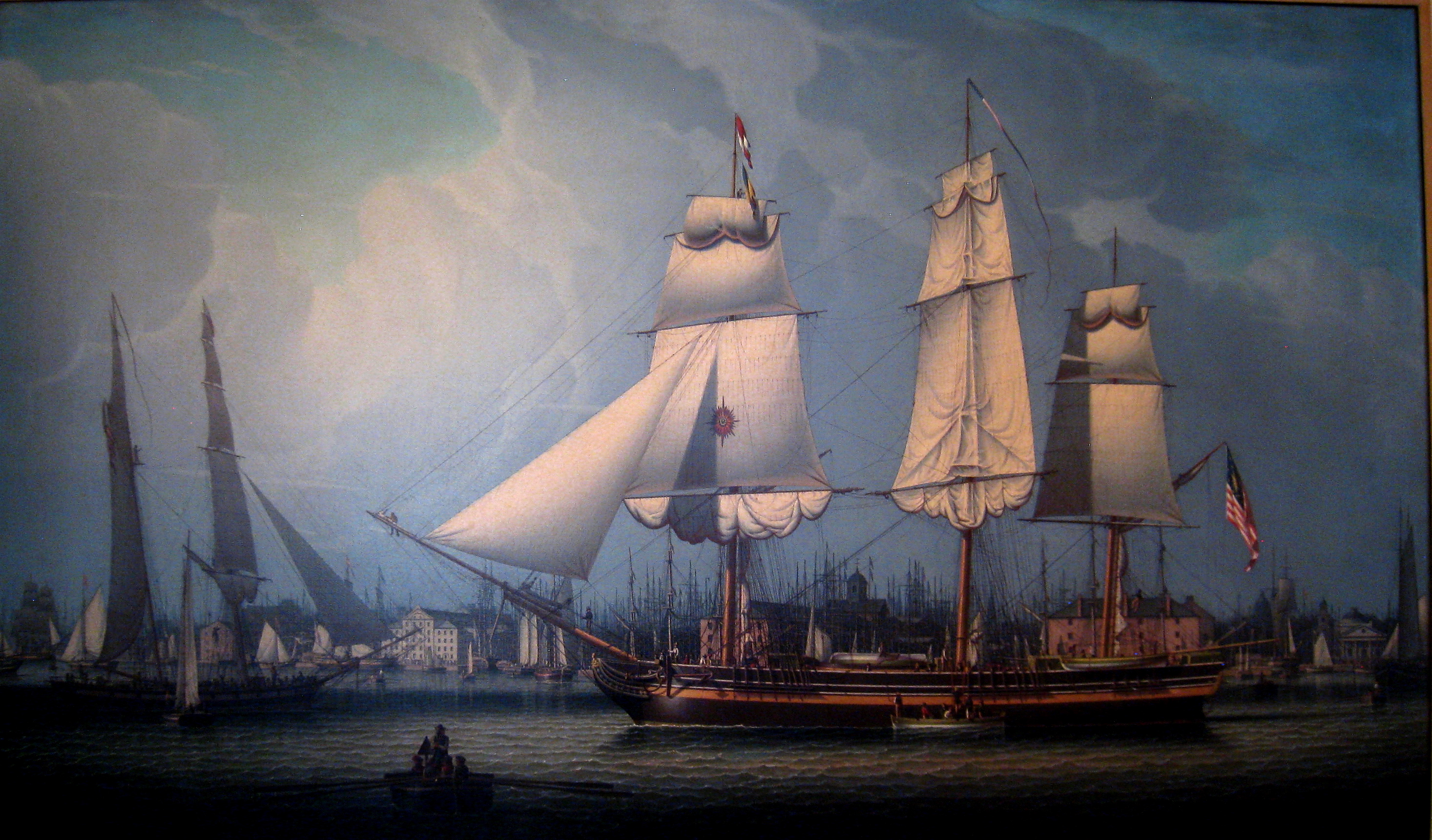
Wharves of Boston, 1821
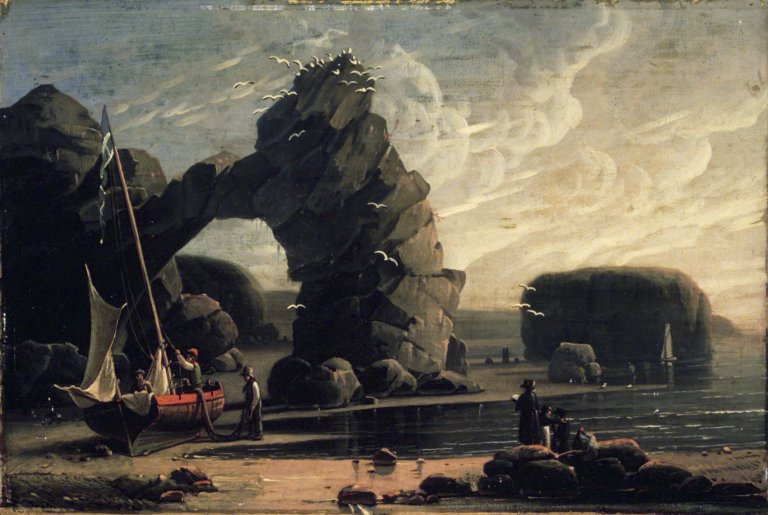
Curious Rocks, Coast of Scotland, ca. 1828
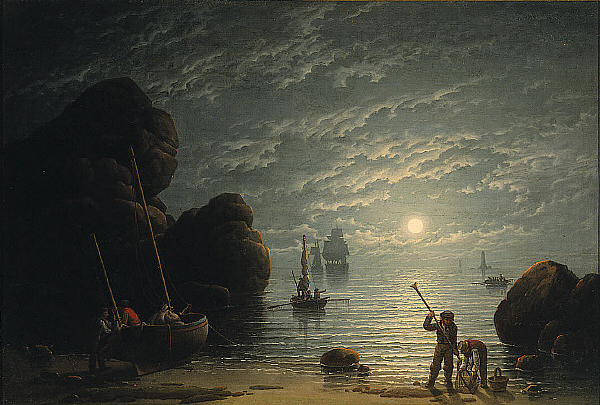
Moonlight Coastal Scene, 1836

## Belege
1. 1 2 3 4  „Robert Salmon“ In: Matthew Baigell: Dictionary of American Art. Harper & Row, 1979; S. 317, ISBN 0-06-433254-3.
2. ↑  z. B. Robert Salmon in der Artcyclopedia und World-wide Art Resources (Memento des Originals vom 19. Juli 2012 im Webarchiv archive.today)  Info: Der Archivlink wurde automatisch eingesetzt und noch nicht geprüft. Bitte prüfe Original- und Archivlink gemäß Anleitung und entferne dann diesen Hinweis.